# Crémines
Crémines é uma comuna da Suíça, situada na região administrativa de Jura Bernense, no cantão de Berna. Tem 9,35 km² de área e sua população em 2018 foi estimada em 510 habitantes.